# 허브드주

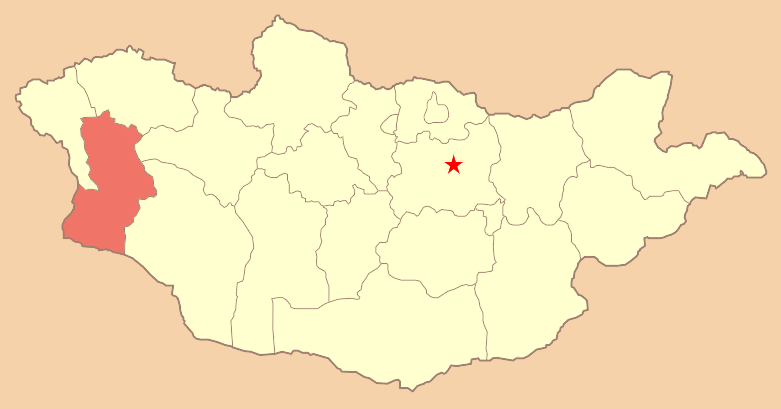
허브드 주의 위치

허브드주(몽골어: Ховд)는 몽골 서부에 위치한 주로 주도는 허브드이며 면적은 76,060.38km2, 인구는 76,870명(2011년 기준)이다.